# Silkwave 1
O Silkwave 1, também conhecido como NYBBSat 1, é um satélite de comunicação geoestacionário estadunidense que será construído pela Boeing Satellite Systems. Ele será colocado na posição orbital de 105 graus de longitude leste e será operado pela New York Broadband LLC (NYBB). O satélite será baseado na plataforma BSS-702MP e sua expectativa de vida útil será de 15 anos.

## História
A New York Broadband LLC anunciou em janeiro de 2015 que selecionou a Boeing Satellite Systems como o contratante designado para fabricar o NYBBSat 1, rebatizado posteriormente de Silkwave 1, um satélite de comunicação de alta potência em banda L que irá fornecer serviços de multimédia para a China e outros mercados asiáticos. O contrato foi assinado em outubro de 2015.
Ele será posicionado a 105 graus leste para substituir o satélite AsiaStar que está sendo usado pela New York Broadband LLC para assegurar esta posição orbital, que foi adquirido no final de 2014. A NYBB pretende arrendar toda a capacidade do satélite para a CMMB Vision Holdings de Hong Kong para o seu planejado serviço de multimídia móvel na China e na Ásia.
O Silkwave 1 está planejado para ser lançado ao espaço no ano de 2018.

## Capacidade e cobertura
O Silkwave 1 será equipado com transponders em banda L para fornecer serviços de multimédia para a China e outros mercados asiáticos.